# Gabriel Zubeir Wako
Gabriel Zubeir Wako (Mboro, 27 februari 1941) is een Soedanees geestelijke en een kardinaal van de Rooms-Katholieke Kerk.
Zubeir Wako werd op 21 juli 1963 priester gewijd. Op 12 december 1974 werd hij benoemd tot bisschop van Wau. Zijn bisschopswijding vond plaats op 6 april 1975.
Op 30 oktober 1979 werd Zubeir Wako benoemd tot aartsbisschop-coadjutor van Khartoum. Nadat Agostino Baroni op 10 oktober 1981 met emeritaat was gegaan, volgde Zubeir Wako hem op als aartsbisschop.
Zubeir Wako werd tijdens het consistorie van 21 oktober 2003 kardinaal gecreëerd. Hij kreeg de rang van kardinaal-priester. Zijn titelkerk werd de Sant'Atanasio a Via Tiburtina. Hij nam deel aan de conclaven van 2005 en 2013.
Zubeir Wako ging op 10 december 2016 met emeritaat. Op 27 februari 2021 verloor hij - in verband met het bereiken van de 80-jarige leeftijd - het recht om deel te nemen aan een toekomstig conclaaf.
- Gemeinsame Normdatei: 114720344X
- International Standard Name Identifier: 0000 0001 0238 0877
- Library of Congress Control Number: nb2010017888
- Nederlandse Thesaurus van Auteursnamen: 326116702
- Virtual International Authority File: 152709987
- WorldCat: E39PBJkMJhV4f3cMJ7TFjt9JjC